# Prelatura territorial de Cafayate
La prelatura territorial de Cafayate (en latín: Praelatura Territorialis Cafayatensis) es una circunscripción eclesiástica de la Iglesia católica en Argentina. Se trata de una prelatura territorial latina, sufragánea de la arquidiócesis de Salta. Desde el 21 de abril de 2022 su prelado es Darío Rubén Quintana Muñíz, de la Orden de Agustinos Recoletos.

## Territorio y organización
La prelatura territorial tiene 50 000 km² y extiende su jurisdicción sobre los fieles católicos de rito latino residentes en la provincia de Salta en los departamentos de: Cafayate, Molinos y San Carlos; en la provincia de Tucumán el departamento Tafí del Valle (excepto la parroquia Nuestra Señora del Carmen de Tafí del Valle); y en la provincia de Catamarca los departamentos de: Antofagasta de la Sierra y Santa María.
La sede de la prelatura territorial se encuentra en la ciudad de Cafayate, en donde se halla la Catedral de Nuestra Señora del Rosario.
En 2021 en la prelatura territorial existían 8 parroquias:
- 3 en la provincia de Salta: San Pedro Nolasco de Molinos (desde 1826), San Carlos Borromeo de San Carlos, y Nuestra Señora del Rosario de Cafayate;
- 2 en la provincia de Tucumán: San Ramón Nonato de Amaicha del Valle, y Nuestra Señora del Rosario de Colalao del Valle;
- 3 en la provincia de Catamarca: Nuestra Señora de Loreto de Antofagasta de la Sierra, San José de San José, y Nuestra Señora de La Candelaria de Santa María.

## Historia
La prelatura territorial fue erigida el 8 de septiembre de 1969 con la bula Praeclarisima exempla del papa Pablo VI separando territorio de las arquidiócesis de Salta y de Tucumán y de la diócesis de Catamarca.
El primer prelado de Cafayate fue Diego Gutiérrez Pedraza de la orden de los agustinos y de origen español. El papa Pablo VI lo nombró administrador apostólico, sin carácter episcopal, en la misma fecha de la erección de la prelatura territorial. Además lo designó prelado de Cafayate elevándolo a la dignidad de obispo titular de Gaguaros el 10 de octubre de 1973. Fue consagrado el 16 de diciembre de ese mismo año. El 3 de noviembre de 1977 fue nombrado obispo-prelado de Cafayate. Diego Gutiérrez Pedraza falleció en España el 23 de noviembre de 1990.
El segundo prelado elegido administrador diocesano fue el agustino Cipriano García Fernández, a quien el papa Juan Pablo II elevó después a la dignidad episcopal el 28 de mayo de 1991, designándolo obispo prelado de Cafayate. Cipriano García Fernández recibió la ordenación episcopal y tomó posesión el 11 de agosto de 1991. Renunció por edad avanzada el 26 de enero de 2007.
El tercer prelado de Cafayate fue el agustino Mariano Anastasio Moreno García, nombrado por el papa Benedicto XVI como obispo prelado de Cafayate el 17 de noviembre de 2007. Mariano Anastasio Moreno García recibió la ordenación episcopal y tomó posesión el 9 de marzo de 2008.
El cuarto prelado fue el agustino Demetrio Jiménez Sánchez-Mariscal, nombrado por el papa Francisco el 10 de febrero de 2014 y ordenado obispo el 10 de mayo de 2014. El 23 de octubre de 2019 falleció en Buenos Aires a los 55 años de edad, tras una larga enfermedad. 
Durante el período de sede vacante (desde el 28 de octubre de 2019) su administrador apostólico fue el agustino fray Pablo Hernando Moreno. El 21 de abril de 2022 el papa Francisco nombró prelado al agustino recoleto Darío Rubén Quintana Muñíz.

## Estadísticas
Según el Anuario Pontificio 2022 la prelatura territorial tenía a fines de 2021 un total de 68 730 fieles bautizados.
| Año                                                                             | Población | Población | Población      | Sacerdotes | Sacerdotes | Sacerdotes | Católicos por sacerdote | Diáconos permanentes | Religiosos | Religiosos | Parroquias y cuasiparroquias |
| Año                                                                             | Católicos | Total     | % de católicos | Total      | Diocesanos | Regulares  | Católicos por sacerdote | Diáconos permanentes | Masculinos | Femeninos  | Parroquias y cuasiparroquias |
| ------------------------------------------------------------------------------- | --------- | --------- | -------------- | ---------- | ---------- | ---------- | ----------------------- | -------------------- | ---------- | ---------- | ---------------------------- |
| 1970                                                                            | 40 800    | 40 800    | 100.0          | 9          |            | 9          | 4533                    |                      | 9          |            | 7                            |
| 1976                                                                            | 40 000    | 40 800    | 98.0           | 12         |            | 12         | 3333                    |                      | 12         | 5          | 7                            |
| 1980                                                                            | 44 500    | 45 600    | 97.6           | 12         |            | 12         | 3708                    |                      | 12         | 6          | 7                            |
| 1990                                                                            | 40 000    | 40 400    | 99.0           | 13         | 1          | 12         | 3076                    |                      | 12         | 10         | 7                            |
| 1999                                                                            | 45 215    | 46 000    | 98.3           | 15         | 4          | 11         | 3014                    | 1                    | 13         | 15         | 7                            |
| 2000                                                                            | 46 389    | 46 920    | 98.9           | 14         | 3          | 11         | 3313                    | 1                    | 13         | 15         | 7                            |
| 2001                                                                            | 50 000    | 50 570    | 98.9           | 14         | 3          | 11         | 3571                    | 1                    | 13         | 19         | 7                            |
| 2002                                                                            | 52 081    | 53 027    | 98.2           | 16         | 5          | 11         | 3255                    | 1                    | 14         | 19         | 7                            |
| 2003                                                                            | 52 093    | 53 543    | 97.3           | 16         | 6          | 10         | 3255                    | 1                    | 13         | 21         | 7                            |
| 2004                                                                            | 53 194    | 54 625    | 97.4           | 16         | 6          | 10         | 3324                    | 1                    | 14         | 17         | 7                            |
| 2013                                                                            | 60 000    | 64 750    | 92.7           | 12         | 6          | 6          | 5000                    | 1                    | 10         | 23         | 8                            |
| 2016                                                                            | 65 493    | 74 153    | 88.3           | 14         | 7          | 7          | 4678                    | 1                    | 11         | 19         | 8                            |
| 2019                                                                            | 69 250    | 76 600    | 90.4           | 11         | 6          | 5          | 6295                    | 2                    | 9          | 20         | 8                            |
| 2021                                                                            | 68 730    | 73 180    | 93.9           | 13         | 9          | 4          | 5286                    | 1                    | 7          | 16         | 8                            |
| Fuente: Catholic-Hierarchy, que a su vez toma los datos del Anuario Pontificio. |           |           |                |            |            |            |                         |                      |            |            |                              |

La prelatura cuenta con 104 iglesias y capillas no parroquiales, 1 santuario, 3 casas de religiosos, 6 casas de religiosas, y 4 centros educativos, además de la presencia del un movimiento de laicos; Movimiento círculos de juventud.

## Episcopologio
- Diego Gutiérrez Pedraza, O.S.A. † (10 de octubre de 1973-23 de noviembre de 1990 falleció)[nota 1]
- Cipriano García Fernández, O.S.A. (28 de mayo de 1991-26 de enero de 2007 retirado)
- Mariano Anastasio Moreno García, O.S.A. † (17 de noviembre de 2007-10 de febrero de 2014 retirado)
- Demetrio Jiménez Sánchez-Mariscal, O.S.A. † (10 de febrero de 2014-23 de octubre de 2019 falleció)
  - Sede vacante (2019-2022)[nota 2]
- Darío Rubén Quintana Muñíz, O.A.R., desde 21 de abril de 2022

## Galería de imágenes

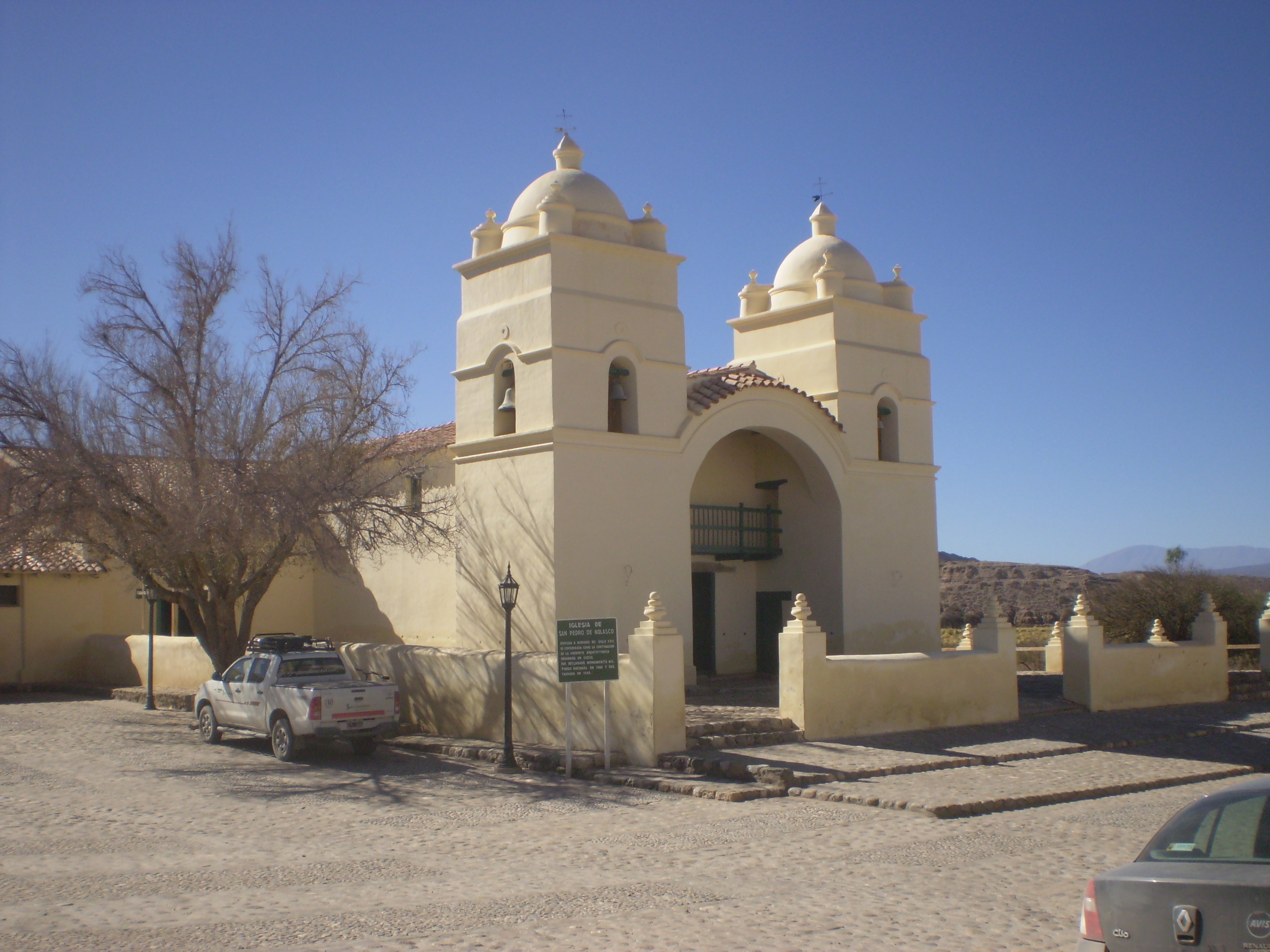
Iglesia San Pedro Nolasco de Molinos
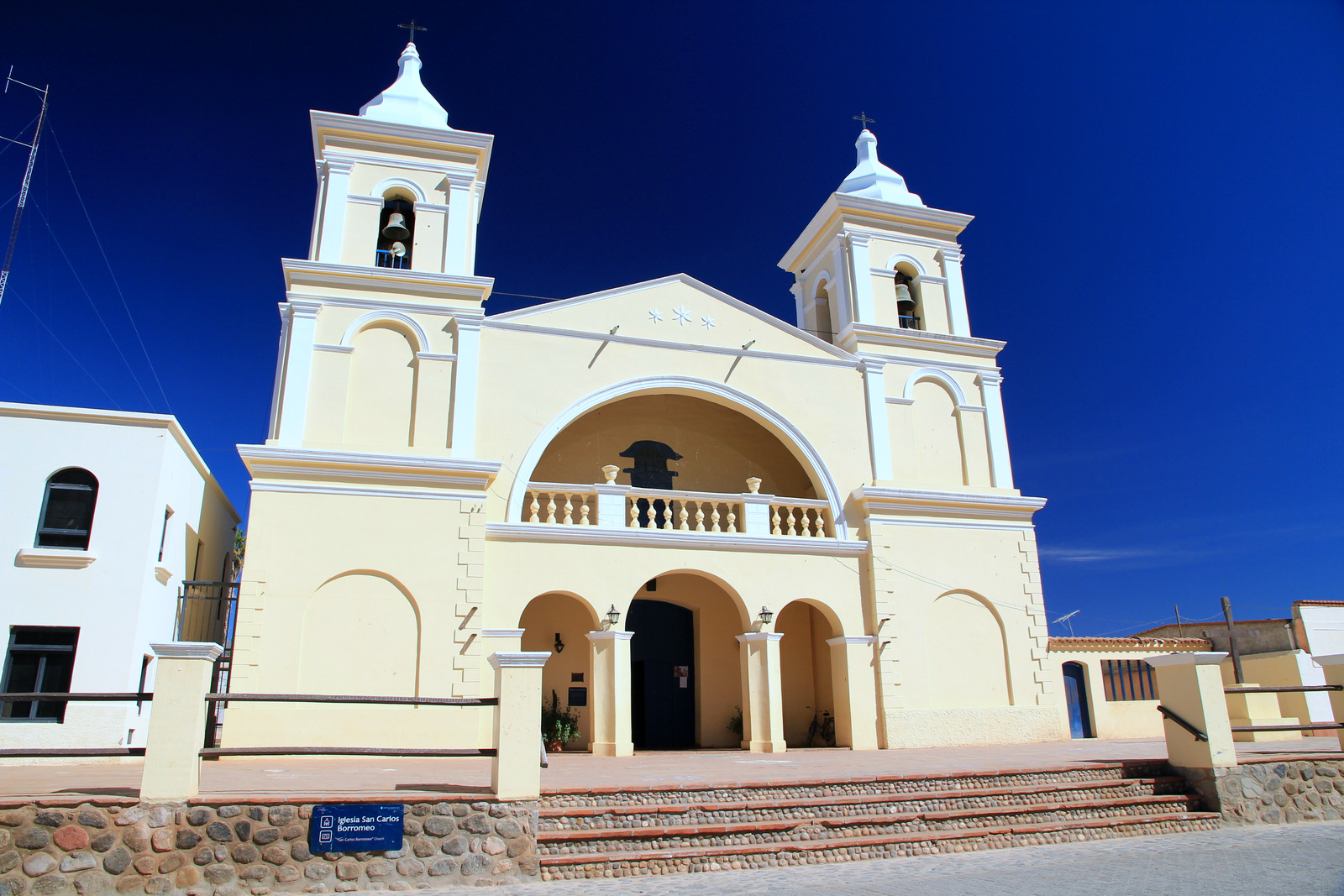
Iglesia de San Carlos
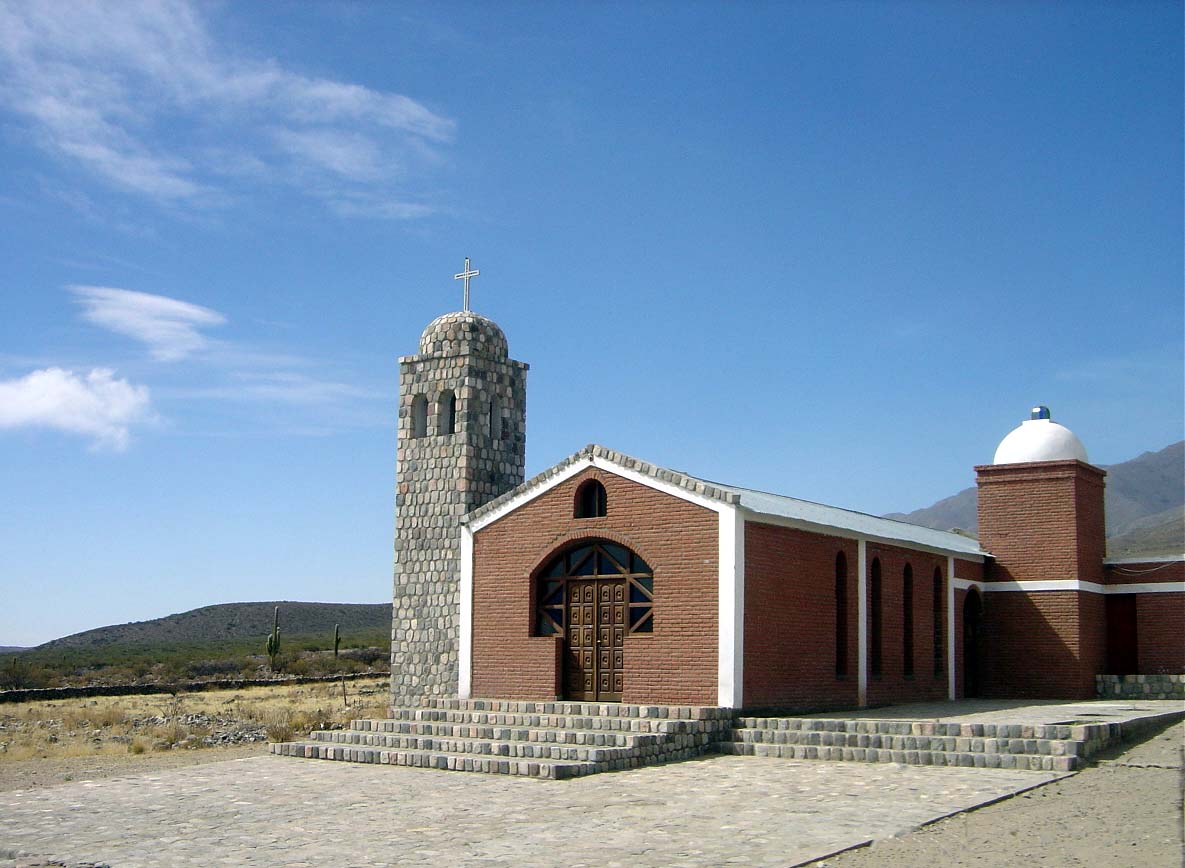
Iglesia Sagrado Corazón de Jesús de Ampimpa, Amaicha del valle
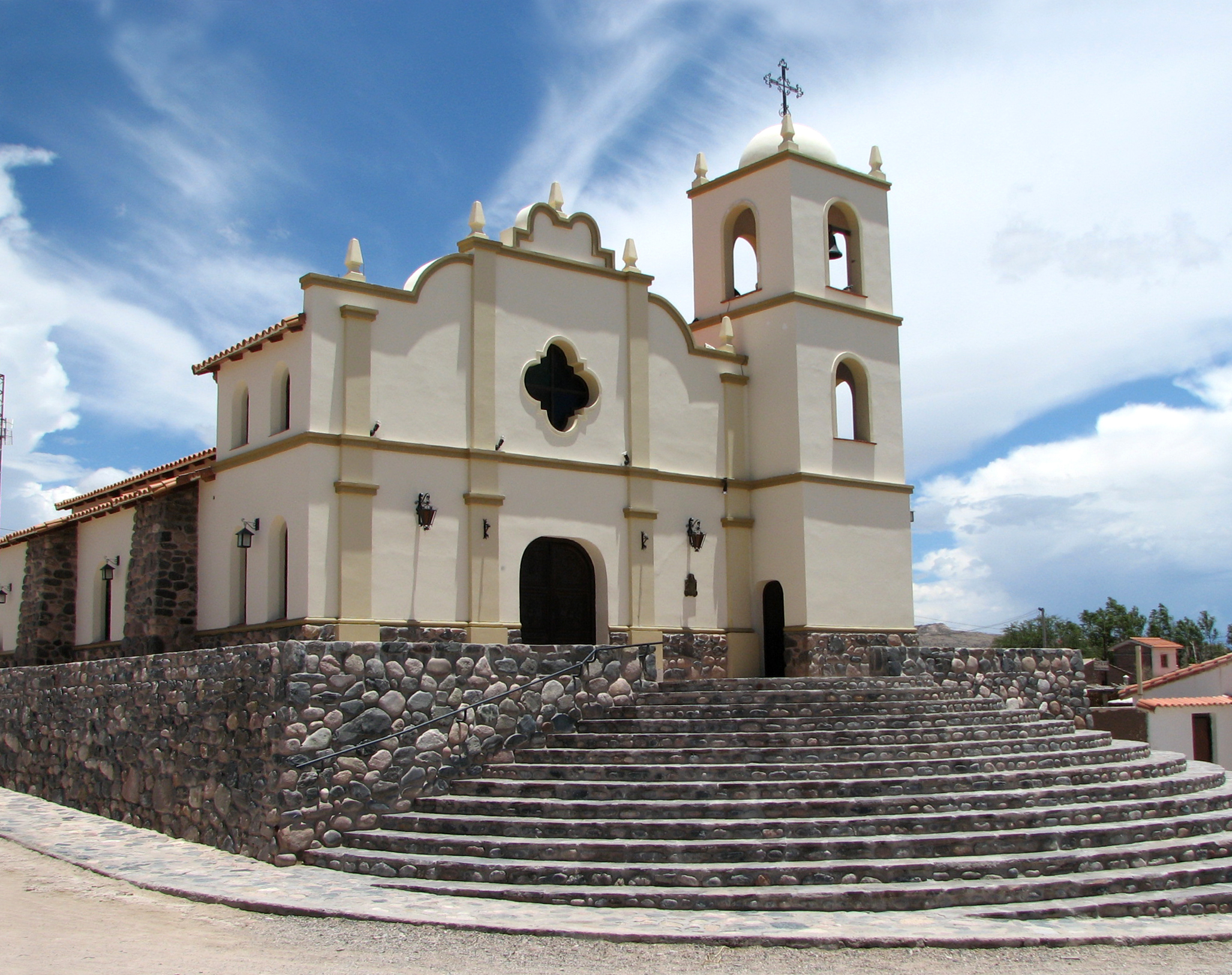
Iglesia de Angastaco
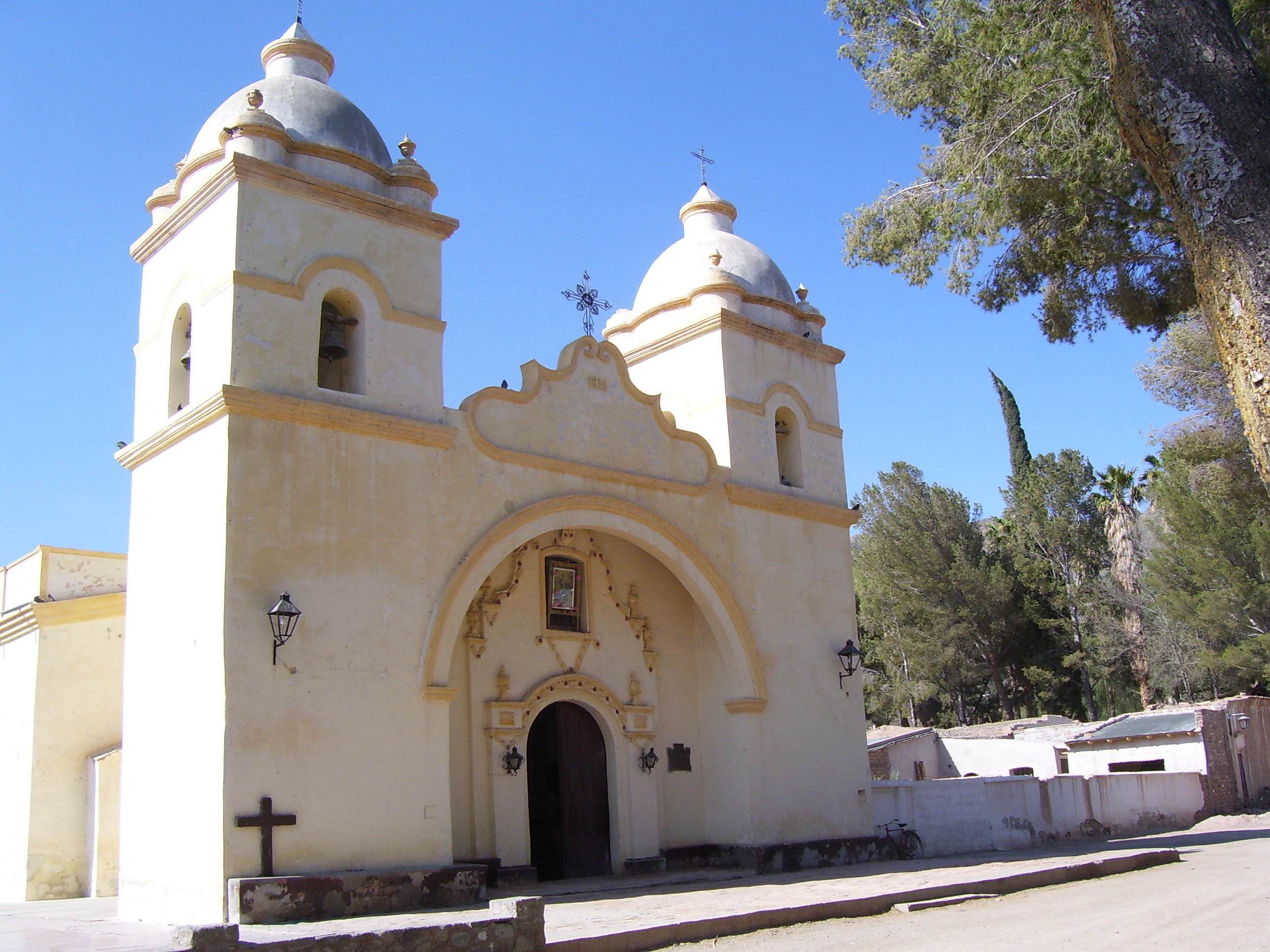
Iglesia de Seclantás